# Кармапа
Кармапа (тиб. [རྒྱལ་བ་]ཀརྨ་པ་, Уайли [rgyal ba] karma pa, пинин Garmaba, kaːmapa; кит. трад. [嘉華]噶瑪巴, упр. [嘉华]噶玛巴, пинин [jiāhuá] gámǎbā, пал. [цзяхуа] гамаба; кит. трад. 大宝法王, упр. 大寶法王, пинин dàbǎo	fǎwáng, пал. дабао фаван) („човек с активността на Буда“) е тибетски лама, духовен авторитет – глава или държател на приемствеността на линията Карма Кагю(тиб. བཀའ་རྒྱུད་, Уайли bKa' rgyud). Появата му като въплъщение на съчувствието е предсказана от Буда Шакямуни и от Падмасамбхава. В 17 прераждания, за период от повече от 900 години, той действа „за благото на всички чувстващи същества“. Чрез специална церемония, в която носейки Черната корона, той се разкрива като въплъщение на Авалокитешвара. През отделните си прераждания Кармапа се проявява като учен, аскет, художник и поет. Най-важната функция на Кармапа е да предава Ваджраяна без прекъсване.
Първият Кармапа Дюсум Кхиенпа (1110 – 1193) хронологически е и първият съзнателно прераждащ се бодхисатва или тулку в Тибет. Титлата му означава „този, който осъществява активността на всички Буди“. Кармапа е познат и като ламата с Черната Корона. Традиционно се казва, че 100 000 дакини изтъкали тази корона от своите коси и я подарили на Кармапа, за да отбележат неговата реализация. Впоследствие китайският император Юнг Ло, високо реализиран ученик на 5-ия Кармапа считан за еманация на Манджушри видял енергийното ѝ поле и изработил материално копие на Черната Корона, което подарил на своя учител. Понастоящем Короната се съхранява в манастира Румтек в държавата Сиким, където е последната резиденция на 16-ия Кармапа.
Като „устна традиция на Кармапите“ и подшкола на Кагюпа, една от основните традиции на Ваджраяна, Карма Кагю допринася съществено за усилване на движението Риме и в днешно време е една от най-разпространените будистки школи на Запад.

## Последователните прераждания на Кармапа
1. Дюсум Кхиенпа (на тибетски: དུས་གསུམ་མཁྱེན་པ་ dus gsum mkhyen pa) (1110 – 1193)
2. Карма Пакши (на тибетски: ཀར་མ་པ་ཀཤི་ kar ma pa kshi) (1204 – 1283)
3. Рангджунг Дордже (на тибетски: རང་འབྱུང་རྡོ་རྗེ་ rang 'byung rdo rje) (1284 – 1339)
4. Рьолпе Дордже (на тибетски: རོལ་པའི་རྡོ་རྗེ་ rol pa'i rdo rje) (1340 – 1383)
5. Дешин Шегпа (на тибетски: དེ་ཞིན་གཤེགས་པ་ de zhin gshegs pa)(1384 – 1415)
6. Тонгва Дьонден (на тибетски: མཐོང་བ་དོན་ལྡན་ mthong ba don ldan) (1416 – 1453)
7. Чьодраг Гяцо (на тибетски: ཆོས་གྲགས་རྒྱ་མཚོ་ chos grags rgya mtsho) (1454 – 1506)
8. Микьо Дордже (на тибетски: མི་བསྐྱོད་རྡོ་རྗེ་ mi bskyod rdo rje) (1507 – 1554)
9. Вангчук Дордже (на тибетски: དབང་ཕྱུག་རྡོ་རྗེ་ dbang phyug rdo rje) (1556 – 1603)
10. Чьоинг Дордже་(на тибетски: ཆོས་དབྱིངས་རྡོ་རྗེ་ chos dbyings rdo rje) (1604 – 1674)
11. Йеше Дордже (на тибетски: ཡེ་ཤེས་རྡོ་རྗེ་ ye shes rdo rje) (1676 – 1702)
12. Джангчуб Дордже (на тибетски: བྱང་ཆུབ་རྡོ་རྗེ་ Byang chub rdo rje) (1703 – 1732)
13. Дюдюл Дордже (на тибетски: བདུད་འདུལ་རྡོ་རྗེ་ bdud 'dul rdo rje) (1733 – 1797)
14. Текчог Дордже (на тибетски: ཐེག་མཆོག་རྡོ་རྗེ་ theg mchog rdo rje) (1798 – 1868)
15. Качяб Дордже (на тибетски: མཁའ་ཁྱབ་རྡོ་རྗེ་ mkha' khyab rdo rje) (1871 – 1922)
16. Рангджунг Ригпе Дордже (на тибетски: རང་འབྱུང་རིག་པའི་རྡོ་རྗེ་ Rang 'byung rig pa’i rdo rje) (1924 – 1981)
17. Тринли Тайе Дордже (род. 1983), или Оджиен Тринлей Дордже (род. 1985)